# Vetrinjska ulica, Maribor
Vetrinjska ulica je bila drugače znana tudi kot Post Gasse (Poštna ulica). Tako so jo imenovali leta 1760. Zatem so jo imenovali Alte post gasse (leta 1822).  Ime so ji ponovno preimenovali, in to v Viktringhof gasse (leta 1846). Pojavljala so se tudi druga ljudska imena. Leta 1919 so ime spremnili v slovensko ime Vetrinjska ulica, vse do leta 1941. Takrat so jo Nemci preimenovali v nemško ime Viktringhof gasse. Maja 1945 so ji vrnili slovensko ime Vetrinjska ulica. Leta 1912 so glavni trg razširili proti vzhodu na spodnji del Vetrinjske ulice.
Ulica je dobila ime po Vetrinjskem Dvorcu.